# Еникеевы
Енике́евы (тат. Еникиевләр) — княжеский и дворянский рода, татарского происхождения.
Первый род, княжеский (князь Еникеевы), происходит от темниковского князя Еникея княж Тенишева. 
Второй — от темниковского Еникея мурзы Кульдяшева.
Род князей Еникеевых внесён в VI часть родословных книг: Оренбургской, Пензенской, Саратовской, Тульской, Тамбовской и Уфимской губерний.

## Род князей Еникеевых
Род татарского происхождения, отделившийся от князей Кугушевых.
Происходит от главы Темниковских татар князя Еникея Тенишева сына Кугушева, который стал княжить в Темникове после своего отца князя Тениша (1539) и имел пятерых сыновей: Кулунчак-мурза, Кобяка, Енмамета, Саббака-мурза, Ишмамета.
Кулунчак-мурза после смерти отца (между 1572 и 1577) получил княжеский титул, от него пошёл род князей Кулунчаковых. 
От остальных сыновей пошёл род князь Еникеевых. После смерти князя Кулунчака (кон. 1608 — нач. 1609) княжеский титул получил (скорее всего от Лжедмитрия II) внук князя Еникея Брюшей-мурза Кобяков (14 мая 1613) его княженье было подтверждено царем Михаилом Фёдоровичем. В документах Печатного приказа об этом факте сохранилась запись:
Запечатана жаловальная грамота кормленою красною печатью темниковского Брюшея-мурзы Кобякова сына княж Еникеева: пожаловал ево государь по отечеству княженьем.
Других князей в роду после князя Брюшея Еникеева неизвестно.
В грамоте царя Иоанна Васильевича (20 марта 1551 и 01 октября 1572) Еникей Тенниевич Кугушев и его сын Сабака-Мурза Еникеев названы князьями. Потомки их в царских грамотах и других официальных документах именовались князьями. 
В Боярской книге (1690-1692) царскими стольниками записаны князья Еникеевы: Андрей Бегишев, Михаил Семёнович и Фёдор Кудашев. 
Определением Правительствующего Сената (21 марта 1851, 10 сентября 1857, 17 сентября 1869, 04 марта 1870 и 09 сентября 1874) утверждены в достоинстве татарских князей с внесением в VI часть родословной книги:
1. Прапорщик Николай Иванович и его сын чиновник 12-го класса Николай и внуки: Николай, Александр, гвардии штабс-ротмистр Павел Николаевичи с женою последнего Софией Алексеевною (урожд. Тимофеева).
2. Прапорщик Пётр Иванович.
3. Надворный советник Александр Иванович.
4. Капитан Иван Львович и его дети: Феодосия, Прасковья и губернский секретарь Акинфей, а также внуки: подпоручик Дмитрий и Никифор Акинфеевичи и правнуки: Мария, Дмитрий, Сергей Дмитриевичи; Мария, Екатерина, Пелагея, Варвара, Павел и Дмитрий Никифоровичи.
5. Нигамет-улла Бахтеевич и его сыновья: Ибет-улла и Зигед-улла.
6. Абдулсалих, Абдуллатиф Абдалсалямовичи и сыновья последнего: Фахритдин, Муфтахитдин, Шамсутдин и Хисамутдин.
7. Мухатет-амин Абдулкаримович и его сын Мухаметьша и внуки: Мухаметдияр и Мухамедий Мухаметьшевичи.
8. Сулейман Абдулкаримович и его сыновья: Салих, Хисамутдин, Фахритдин и внуки: Ибрагим Салихович.
9. Шафей Абдулкаримович и его сын Мухаметьгарей и внук Гизить-улла Мухаметьгареевичи.
10. Амирхан Абдулкаримович и его сыновья: Ахметьзян, Мухаметьзян и Мухаметьвалий.
11. Ибеть-улла Абдулкаримович и его сыновья: Наби-улла, Хабиб-улла, Халиль-улла и Рахметь-улла.
12. Араслан Мосеевич и его сыновья: Шагиахмет, Мухаметьгарей, Сахлигарей, Ламий и дочери: Бибисара, Бибихадича, Бибизюгура, Бибизюлейка и внук: Султангарей Ламиевич[2].

## Род дворян Еникеевых
Темниковец Еникей мурза Кульдяшев. Сыновья Терегул, Алакай, Идей, Енбулат и Иртуган упомянуты в Писцовой книге татарских поместий Темникова и Темниковского уезда (1613/14). От старшего сына Терегула пошёл род Терегуловых.

## Известные представители
- Елмамет-Мурза и Брюшей Кобякмурзин — упомянуты в конце XVI века в Темниковском уезде.
- Григорий Брешев (Брюшев) — служил по Атемаку († до 1669).
- Итяк-Мурза — служил по Саранску (1669-1670) и имел братьев: Абрама, Семёна, Алексея и Тукая.
- Бегиш Енмометев — владел поместьем в Темниковском уезде (в 1670-х).
- Лаврентий Сафронович — новокрещён, служил по пензенскому городовому списку (1677-1696).
- Семён-Адоролейка и Алексей-Беляй — записаны в Керенской десятне (1692).
- Владели населёнными имениями (1699) Еникеевы: Обрагим-мурза Умряков, Велиж-мурза Усейнов, Смайко-мурза Уразов, Иванаш Декелмей и Мунтоф мурзы Мамадельевы, Умряк-мурза Утемишев, Ураз-мурза, Нурка-мурза Уразмаметев, Кондрак-мурза Корнаев, Алей-мурза Селюйманов, Иван Шетимаев, Ураз-мурза Бахмаев, Едбай-мурза Мустаев, Ханей-мурза Салтанов, Урезей-мурза Хамураев, Мамаделей-мурза Тимаев, Батырш и Велиш мурзы, Хунтемир-мурза Ханов, Умряк-мурза Байтемирев и Одились-мурза Исенев.
- Еникеев, Сахиб-Гирей Мухаммед-Гиреевич, генерал Русской императорской армии, татарский общественный деятель в дореволюционном Ташкенте